# Aishwarya Rai
Aishwarya Rai (a vegades Aishwarya Bachchan o Aishwarya Rai Bachchan, prenent el cognom del seu marit actual) (Mangalore, Karnataka, 1 de novembre de 1973) és una actriu índia (una de les més ben pagades de Bollywood junt amb Kajol i Kareena Kapoor) i productora de pel·lícules. També va ser Miss Món el 1994. Es va fer conèixer a Occident per haver actuat en les pel·lícules Devdas, seleccionada a Cannes el 2002 i Bride and Prejudice (pel·lícula britànica del 2004), fins a participar en diverses produccions de Hollywood i esdevenir una de les models de la marca de cosmètics L'Oréal. Ha estat la primera actriu índia que ha tingut una estàtua de cera al museu Madame Tussauds de Londres.

## Filmografia
| Any  | Títol                                            | Director              | Paper                  | Notes                                         |
| ---- | ------------------------------------------------ | --------------------- | ---------------------- | --------------------------------------------- |
| 1997 | Iruvar                                           | Mani Ratnam           | Pushpa / Kalpana       | en tàmil                                      |
| 1997 | Aur Pyaar Ho Gaya                                | Rahul Rawail          | Ashi Kapoor            |                                               |
| 1998 | Jeans                                            | S. Shankar            | Madhumita              | en tàmil                                      |
| 1999 | Aa Ab Laut Chalen                                | Rishi Kapoor          | Pooja                  |                                               |
| 1999 | Hum Dil De Chuke Sanam                           | Sanjay Leela Bhansali | Nandini                | guanyadora, Filmfare Award a la millor actriu |
| 1999 | Ravoyi Chandamama                                | Jayant Paranji        |                        | en telugu (aparició especial)                 |
| 1999 | Taal                                             | Subhash Ghai          | Mansi                  | nominada, Filmfare Award a la millor actriu   |
| 2000 | Mela                                             | Dharmesh Darshan      | Champakali             | (aparició especial)                           |
| 2000 | Kandukondain Kandukondain                        | Rajiv Menon           | Meenakshi Bala         | en tàmil                                      |
| 2000 | Josh                                             | Mansoor Khan          | Shirley                |                                               |
| 2000 | Hamara Dil Aapke Paas Hai                        | Satish Kaushik        | Preeti Virat           | nominada, Filmfare Award a la millor actriu   |
| 2000 | Dhaai Akshar Prem Ke                             | Raj Kanwar            | Sahiba Grewal          |                                               |
| 2000 | Mohabbatein                                      | Aditya Chopra         | Megha                  | nominada, Filmfare Award a la millor actriu   |
| 2001 | Albela                                           | Deepak Sareen         | Sonia                  |                                               |
| 2002 | Hum Tumhare Hain Sanam                           | K. S. Adiyaman        | Suman                  | (aparició especial)                           |
| 2002 | Hum Kisise Kum Nahi                              | David Dhawan          | Komal Rastogi          |                                               |
| 2002 | 23rd March 1931: Shaheed                         | Guddu Dhanoa          |                        | (aparició especial)                           |
| 2002 | Devdas                                           | Sanjay Leela Bhansali | Parvati (Paro)         | guanyadora, Filmfare Award a la millor actriu |
| 2002 | Shakti                                           | Krishna Vamsi         | ella mateixa           | aparició especial a la cançó Ishq Kamina      |
| 2003 | Chokher Bali                                     | Rituparno Ghosh       | Binodhini              | en bengalí                                    |
| 2003 | Dil Ka Rishta                                    | Naresh Malhotra       | Tia Sharma             |                                               |
| 2003 | Kuch Naa Kaho                                    | Rohan Sippy           | Namrata Shrivastav     |                                               |
| 2004 | Bodes i prejudicis (Bride & Prejudice)           | Gurinder Chadha       | Lalita Bakshi          | en anglès                                     |
| 2004 | Khakee                                           | Rajkumar Santoshi     | Mahalakshmi            |                                               |
| 2004 | Kyun...! Ho Gaya Na                              | Samir Karnik          | Diya Malhotra          |                                               |
| 2004 | Raincoat                                         | Rituparno Ghosh       | Neerja                 | nominada, Filmfare Award a la millor actriu   |
| 2005 | Shabd                                            | Leena Yadav           | Antara Vashist/Tammana |                                               |
| 2005 | Bunty Aur Babli                                  | Shaad Ali             |                        | aparició especial a la cançó Kajra Re         |
| 2005 | La noia de les espècies (The Mistress of Spices) | Paul Mayeda Berges    | Tilo                   | en anglès                                     |
| 2006 | Umrao Jaan                                       | J.P. Dutta            | Umrao Jaan             |                                               |
| 2006 | Dhoom 2                                          | Sanjay Gadhvi         | Sunehri                | nominada, Filmfare Award a la millor actriu   |
| 2007 | Guru                                             | Mani Ratnam           | Sujata                 | nominada, Filmfare Award a la millor actriu   |
| 2007 | Provoked                                         | Jag Mundhra           | Kiranjit Ahluwalia     |                                               |
| 2007 | The Last Legion                                  | Doug Lefler           | Mira                   | en anglès                                     |
| 2008 | Jodhaa Akbar                                     | Ashutosh Gowariker    | Jodhaa Bai             | nominada, Filmfare Award a la millor actriu   |
| 2008 | Sarkar Raj                                       | Ram Gopal Varma       | Anita Rajan            |                                               |
| 2009 | The Pink Panther 2                               | Harald Zwart          | Sonia Solandres        | en anglès                                     |
| 2010 | Raavan                                           | Mani Ratnam           | Ragini Sharma          |                                               |
| 2010 | Raavanan                                         | Mani Ratnam           | Ragini Subramaniam     | en tàmil                                      |
| 2010 | Enthiran                                         | en tàmil              | Sana                   | titulada Robo en telugu i Robot en hindi      |
| 2010 | Action Replayy                                   | hindi                 | Mala                   |                                               |
| 2010 | Guzaarish                                        | hindi/anglès          | Sofia D'Souza          | nominada, Filmfare Award a la millor actriu   |